# Anarthrophyllum rigidum
Anarthrophyllum rigidum là một loài thực vật có hoa trong họ Đậu. Loài này được (Hook. & Arn.) Hieron. miêu tả khoa học đầu tiên.